# Гайнц Франк
Гайнц Франк (нім. Heinz Frank; 12 грудня 1914, Арнштадт — 7 жовтня 1944, Арнштадт) — німецький льотчик-ас, один із перших льотчиків штурмової авіації, майор люфтваффе. Кавалер Лицарського хреста Залізного хреста з дубовим листям.

## Біографія
В 1930-х роках вступив на службу в люфтваффе і після закінчення льотної підготовки зарахований в 2-у (штурмову) групу 2-ї навчальної ескадри. Учасник Польської і Французької кампаній, а також Німецько-радянської війни. З 13 січня 1942 року — командир 3-ї ескадрильї 1-ї ескадри пікіруючих бомбардувальників. Відзначився у боях в районі Харкова і Керчі. В листопаді 1942 року здійснив свій 700-й бойовий виліт. В березні-травні 1943 року — командир навчальної групи підтримки сухопутних військ, дислокованої в Дебліні, у вересну-жовтні 1943 року — 2-ї групи 1-ї ескадри пікіруючих бомбардувальників, з 30 червня 1944 року — 2-ї групи 1-ї ескадри підтримки сухопутних військ. 29 липня 1944 року призначений командиром 1-ї групи 152-ї ескадри підтримки сухопутних військ, яка 16 серпня була перейменована на 4-у групу 151-ї ескадри підтримки сухопутних військ. 7 жовтня 1944 року внаслідок випадкового пострілу з пістолета отримав поранення у ліве стегно і помер у шпиталі від великої втрати крові.
Всього за час бойових дій здійснив понад 900 бойових вильотів і збив 9 літаків.

## Нагороди
- Нагрудний знак пілота
- Медаль «За вислугу років у Вермахті» 4-го класу (4 роки)
- Медаль «У пам'ять 13 березня 1938 року»
- Медаль «У пам'ять 1 жовтня 1938»
- Залізний хрест
  - 2-го класу (28 жовтня 1939)
  - 1-го класу (27 червня 1940)
- Почесний Кубок Люфтваффе (30 листопада 1940)
- Німецький хрест в золоті (6 березня 1942)
- Двічі відзначений у Вермахтберіхт (13 червня 1942 і 27 квітня 1944)
- Медаль «За зимову кампанію на Сході 1941/42»
- Лицарський хрест Залізного хреста з дубовим листям
  - лицарський хрест (3 вересня 1942) — за 500 бойових вильотів.
  - дубове листя (№ 172; 8 січня 1943) — 30 700 бойових вильотів.
- Авіаційна планка бомбардувальника в золоті з підвіскою «900»